# サンテステーヴ
サンテステーヴ（Saint-Estève、カタルーニャ語:Sant Esteve del Monestir）は、フランス、オクシタニー地域圏ピレネー＝オリアンタル県のコミューン。

## 歴史
中世のサンテステーヴには、サンテティエンヌ修道院があり、祈りと瞑想が行われていた。
1642年のペルピニャン包囲戦時には、ルイ13世が本陣をサンテステーヴにかまえた。

## 人口統計
| 1962年 | 1968年 | 1975年 | 1982年 | 1990年 | 1999年 | 2007年 |
| ------ | ------ | ------ | ------ | ------ | ------ | ------ |
| 1545   | 2589   | 5370   | 8492   | 8856   | 9810   | 11120  |

参照元:EhessとINSEE